# Якубовиці (Піньчовський повіт)
Якубовиці (пол. Jakubowice) — село в Польщі, у гміні Дзялошиці Піньчовського повіту Свентокшиського воєводства.
Населення — 286 осіб (2011).
У 1975-1998 роках село належало до Келецького воєводства.

## Демографія
Демографічна структура на день 31 березня 2011 року:
|          | Загалом | Допрацездатний вік | Працездатний вік | Постпрацездатний вік |
| -------- | ------- | ------------------ | ---------------- | -------------------- |
| Чоловіки | 146     | 20                 | 101              | 25                   |
| Жінки    | 140     | 22                 | 64               | 54                   |
| Разом    | 286     | 42                 | 165              | 79                   |